# Hugo Lloris
Hugo Hadrien Dominique Lloris (* 26. prosince 1986 Nice) je francouzský fotbalový brankář a bývalý reprezentant, který od roku 2024 působí v americkém klubu Los Angeles FC. Jeho předchozími kluby v rodné zemi byly OGC Nice a Olympique Lyon se kterým dosáhl v roce 2010 semifinále Ligy mistrů UEFA a v anglickém klubu Tottenham Hotspur, kde působil od roku 2012 do roku 2023. Během angažmá v Tottenhamu s klubem dosáhl v roce 2019 finále v této soutěži, kde ovšem Tottenham podlehl. Londýnské angažmá přineslo také dvě finále v anglickém ligovém poháru, kde Lloris znovu skončil jako poražený finalista.
Čtyřikrát byl brankářskou jedničkou francouzské reprezentace na Mistrovství světa, a to v letech 2010, 2014, 2018 a 2022. Právě v roce 2018 získala Francie zlaté medaile, o čtyři roky později v Kataru skončil druhý. Stříbrnou medaili získal s reprezentací na domácím Mistrovství Evropy 2016 evropského turnaje se účastnil také v letech 2012 a 2021. V roce 2021 navíc vyhrál v pořadí druhý ročník Ligy národů UEFA. Celkově za reprezentaci chytal ve 145 zápasech.

## Klubová kariéra

### Olympique Lyon
V roce 2008 posílil Olympique Lyon (navzdory zájmu AC Milán) a stal se náhradou za dosavadní brankářskou jedničku Grégoryho Coupeta. Jeho předešlý zaměstnavatel OGC Nice za něho inkasovalo částku 8,5 milionu eur. V 21 letech poprvé nastoupil do zápasu Ligy mistrů UEFA a do konce poločasu dvakrát inkasoval góly od Alberta Gilardina, jeho Lyon se však 17. září vzmátořil a nakonec proti Fiorentině uhrál domácí remízu 2:2.
V sezóně následující pomohl Lyonu do jarního semifinále Ligy mistrů, kam se francouzský klub vměstnal poprvé. Lloris před střetnutím s Bayernem Mnichov v 10 zápasech obdržel šest gólů a ani jednou nekapituloval více než jednou, a to ani ve vyřazovacích bojích s Realem Madrid a Bordeaux.
V sezóně 2011/12 vyhrál s Lyonem francouzský národní pohár Coupe de France. Na začátku sezóny 2012/13 se klub utkal v Trophée des champions (francouzský Superpohár, hrálo se v USA) s vítězem Ligue 1 – týmem Montpellier HSC, kterého zdolal až v penaltovém rozstřelu poměrem 4:2, po řádné hrací době byl stav 2:2. Lloris odchytal kompletní utkání.

### Tottenham Hotspur
V srpnu 2012 přestoupil do anglického klubu Tottenham Hotspur.

#### 2012/2013
Llorisovým debutovým zápasem se stal duel v základní skupině Evropské ligy proti italskému Laziu Řím odehraný 20. září 2012, který skončil nerozhodně 0:0. Startu v Premier League se od trenéra Andrého Villase-Boase dočkal 7. října při domácí výhře 2:1 nad Aston Villou, během níž ho soupeř takřka neprověřil. Ukončil tím sérii svého konkurenta Brada Friedela, který do té doby odchytal 310 zápasů Premier League v řadě. Ve 29. kole 10. března 2013 byl u prohry 2:3 v Liverpoolu, který zabrzdil řadu 12 ligových neprohraných zápasů Tottenhamu. Ve 38. kole 19. května vychytal domácí výhru 1:0 nad Sunderlandem, čímž Tottenham vyrovnal vlastní rekord v zisku 70 bodů v Premier League ze sezóny 2009/10. Výhra rivala Arsenalu ale odsunula tým na páté místo už nezaručující Ligu mistrů.

#### 2013/2014

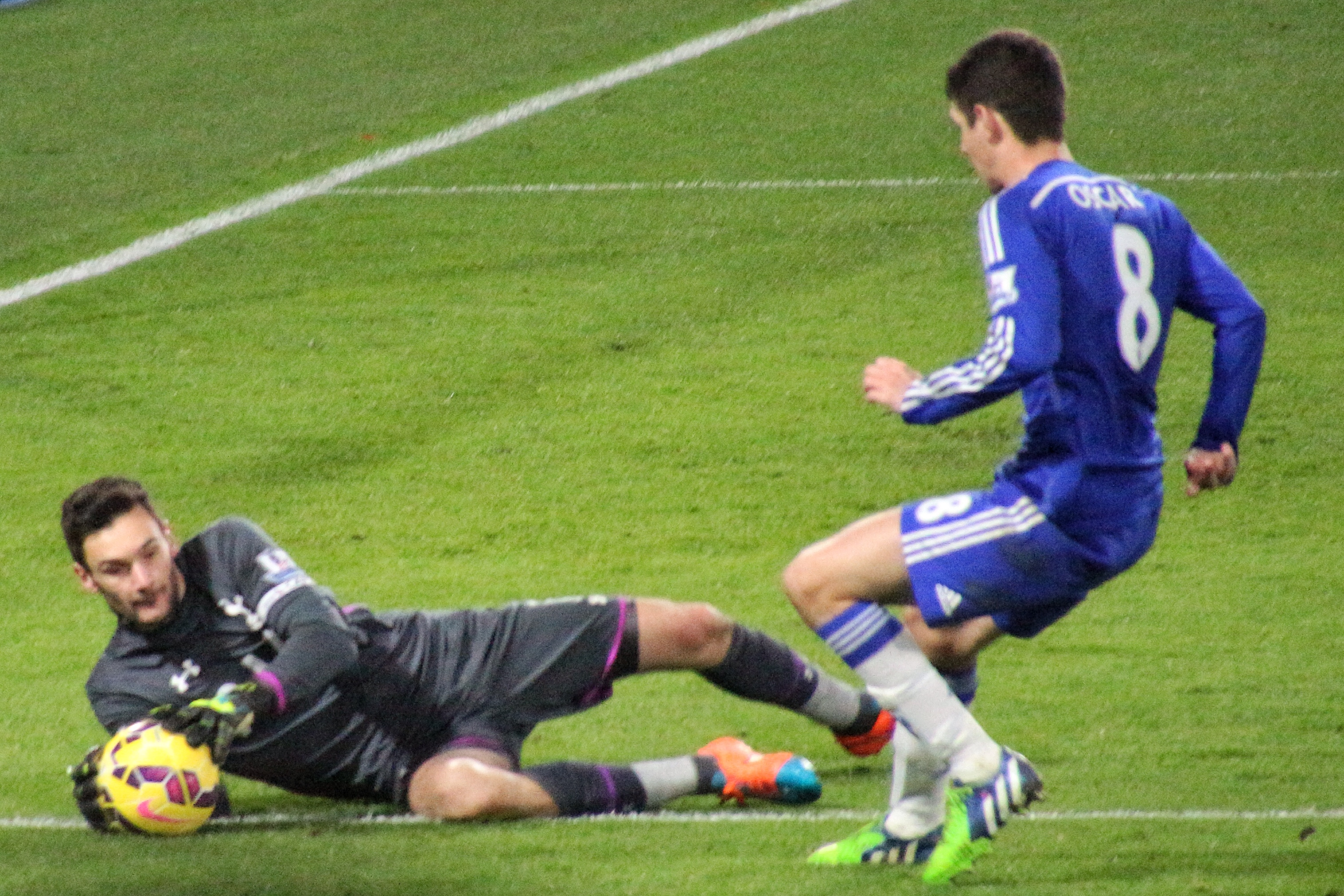
Hugo Lloris v zápase proti Chelsea (prosinec 2014)

Spekulace ohledně přestupu do posilujícího AS Monaka Lloris odmítl s tím, že Ligue 1 opustil kvůli sportovním ambicím spjatým s Premier League. Trenérem Andrém Villasem-Boasem aplikovaná taktika s více riskujícím a rozehrávajícím brankářem doprovázená dopředu vysunutou obranou byla pro Llorise pokrokem, v roli „brankářského libera“ vynikly totiž jeho fotbalové přednosti. V zápase 10. kola na hřišti Evertonu 3. listopadu (výsledek 0:0) inkasoval úder kolenem do hlavy od nabíhajícího Romela Lukaka. V zápase se rozhodl se svolením klubového zdravotnického týmu pokračovat, toto rozhodnutí bylo později kritizováno i ze strany FIFA. Na následný zápas Premier League s Newcastle United nominován nebyl a další duel 12. kola na hřišti Manchesteru City musel skousnout prohru 0:6, při níž byl vinen u prvních dvou gólů.
Po sezóně 2013/14, v níž skončil Tottenham na šestém místě, podepsal novou smlouvu na dalších pět let.

#### 2014/2015
Llorisovo vyloučení ve skupinovém zápase Evropské ligy s Asterasem Tripolis 23. října 2014 vedlo k tomu, že se do branky na závěrečné minuty postavil útočník Harry Kane, neboť Tottenham již všechna tři střídání využil, londýnský tým přesto doma 5:1 vyhrál.
1. března 2015 dostal důvěru ve finále Ligového poháru proti Chelsea na stadionu Wembley před brankářskou dvojkou Michelem Vormem, ale nezabránil prohře 0:2.
V sezóně 2014/15 se Tottenham umístil pátý a opět mu unikla Liga mistů.

#### 2015/2016
Začátkem sezóny 2015/16 byla Llorisovi svěřena trenérem Mauriciem Pochettinem role kapitána.
Úvodní kolo Premier League s Manchesterem United (venkovní prohra 0:1) kvůli zranění vynechal a odchytal až následující zápas se Stoke City. V něm obdržel dva góly, soupeř tak dohnal dvougólové manko. Lloris proti Stoke odchytal 100. zápas v Premier League. Následně započal Tottenham sérii bez prohry odstartovanou v pátém kole po výhře 1:0 proti Sunderlandu. V pozdějším zářijovém zápase s Crystal Palace podepřel zákrokem výhru 1:0. Sérii 14 ligových výher utnul navzdory Llorisově úsilí 13. prosince Newcastle United.
Začátkem roku 2016 stíhal londýnský klub konkurenci na špičce tabulky, v únoru se vměstnal do elitní trojice a zacílil na mistrovský titul. Lloris patřil v týmu mladíků mezi opory a nejzkušenější hráče – v 29 letech byl ze základní sestavy nejstarším. Po remíze 2:2 na hřišti Chelsea 2. května ovšem titul připadl Leicesteru.

#### 2016/2017
V sezóně 2016/17 pomohl přepsat klubový rekord v počtu obdržených ligových gólů – 26 gólů překonalo klubové statistiky ze sezóny 1908/09 (32 obdržených gólů). Právě počin obrany a Llorise pomohl ke druhému místu v Premier League.
V posledním zápase sezóny hráči Tottenhamu vyhráli 7:1 na hřišti Hull City, ovšem právě jediný obdržený gól byl předmětem zklamání mužstva, neboť Lloris tímto přišel o možnost získat Zlatou rukavici pro brankáře s nejvíce čistými konty v sezóně.

#### 2017/2018
Ve čtvrtém ze šesti zápasů skupiny Ligy mistrů 1. listopadu pomohl vyhrát doma 3:1 proti Realu Madrid podle španělského deníku Marca „senzačním“ zneškodněním střely svého krajana v řadách soupeře, útočníka Karima Benzemy.
Ze zápasu si odnesl stehenní zranění a nemohl odehrát další ligový zápas proti Crystal Palace,
do derbyového zápasu s Arsenalem se ale stihl zotavit. Porážce 0:2 ovšem zabránit nedokázal.
V remízovém zápase Premier League (1:1) proti Brightonu 17. dubna 2018 se stal 61. hráčem (a šestým brankářem) klubové historie, který dosáhl mezníku 250 soutěžních zápasů.
Po tomto jubileu vynechal semifinálový zápas v rámci Poháru FA, v němž Tottenham 21. dubna podlehl Manchesteru United. V zápase chytala brankářská dvojka Michel Vorm, který od trenéra Mauricia Pochettina dostával v této pohárové soutěži důvěru.
Ve 38. závěrečném kole 13. května na domácím stadionu proti Leicesteru obdržel čtyři góly, jeho mužstvo přesto 5:4 vyhrálo a v ligové tabulce skončilo třetí.

#### 2018/2019

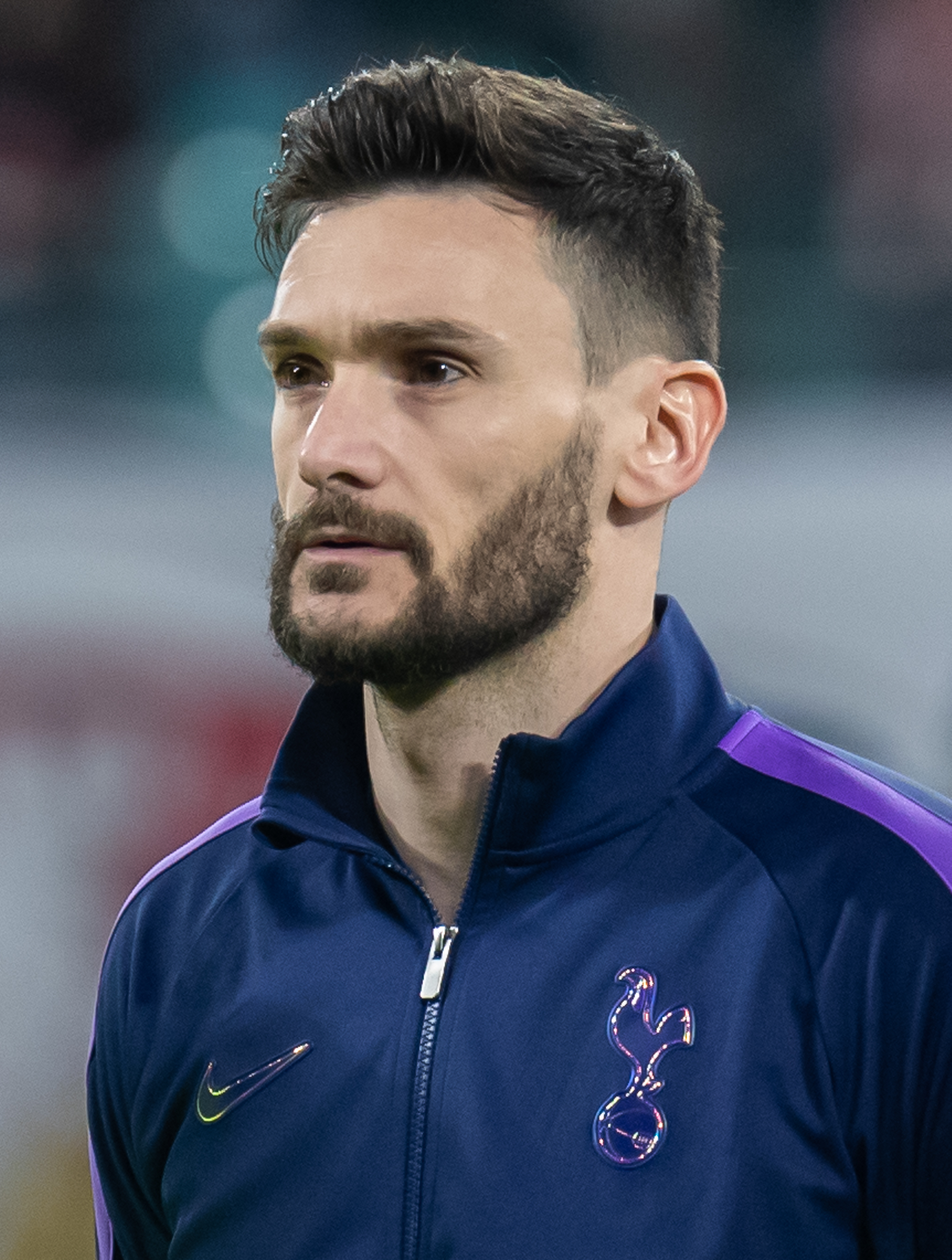
Hugo Lloris před začátkem zápasu proti RB Leipzig (Lipsku) v osmifinále Ligy mistrů (březen 2020)

Ve třetím skupinovém zápase Ligy mistrů 24. odehraném října 2018 byl po faulu na Hirvinga Lozana, hráče PSV Eindhoven, vyloučen a Tottenham pouze remizoval 2:2, když Llorisova náhrada – Michel Vorm – v závěru inkasoval.
Při derby s Arsenalem 2. března uhájil remízu 1:1 chycenou penaltou a ubránil průběžné umístění v elitní čtveřici ligové tabulky.
Lloris se zaskvěl proti Borussii Dortmund na její půdě 5. března 2019 v odvetě osmifinále Ligy mistrů UEFA a pomohl čistým kontem vyhrát 1:0, navázat na domácí výhru 3:0 a postoupit. Mimo jiné tímto Lloris dosáhl na 100. čisté konto ve dresu Spurs.
V prvním domácím čtvrtfinále proti Manchesteru City 9. dubna vychytal čisté konto a pomohl vyhrát první ze dvou zápasů 1:0.
Ve druhém zápase třikrát inkasoval, navzdory tomu patřil k nejlepším hráčům Tottenhamu, vytasil totiž několik dobrých zákroků. Porážka 3:4 vyústila v postup do semifinále vlivem pravidla venkovních gólů.
Kapitán mužstva Lloris byl jedním z mála v týmu, který si semifinále Ligy mistrů zahrál, a to v roce 2010 ve dresu Lyonu.
První semifinálový zápas se odehrál 30. dubna na domácím stadionu proti Ajaxu Amsterdam, který gólem van de Beeka vyhrál 1:0.
V průběhu venkovní odvety dvakrát kapituloval, ovšem proti dalším šancím zakročil, zatímco jeho spoluhráči dva góly dali. V závěru dokonce zamířil do pokutového území soupeře a v 96. minutě byl svědkem vítězného a postupového gólu Lucase Moury na 3:2 pro Tottenham.
Finále Ligy mistrů s Liverpoolem 1. června dopadlo pro Llorisův tým prohrou 0:2.
Po dvou minutách od zahájení zápasu byl pokořen z penalty a nemohl ani za druhý gól podle experta Sida Loweho z The Guardian, který Llorisův výkon ohodnotil známkou 6 z 10.

#### 2019/2020
Na hřišti mistrovského obhájce Manchesteru City odchytal 17 srpna 2019 Lloris 300. zápas za Tottenham, ve kterém pomohl týmu ve 2. kole uhrát remízu 2:2.
Ve skupinovém zápase Ligy mistrů UEFA dne 1. října 2019 s Bayernem Mnichov obdržel sedm gólů, Tottenham doma podlehl 2:7.

#### 2020/2021
Lloris dne 29. října 2020 odchytal svůj jubilejní 100. zápas v evropských pohárech, anglický tým ale prohrál na půdě Antwerp ve skupinovém zápase Evropské ligy UEFA.
Začátkem roku 2021 ho zastihl výpadek výkonů, kdy Tottenham z devíti zápasů udržel čisté konto pouze jednou. Lloris byl předmětem kritiky za dva ze tří gólů proti Manchesteru City. Trenér José Mourinho však ve Francouze věřil nadále. Odchytal semifinálový duel ligového poháru s Brentfordem 5. ledna 2021, ve kterém si Tottenham výhrou 2:0 zaručil finále a možnost získat trofej poprvé od roku 2008. Finálovým soupeřem se 25. dubna na stadionu Wembley stal Manchester City, který gólovou hlavičkou Aymerica Laporteho přiklonil výhru a i trofej na svoji stranu.
Při domácí ligové výhře 4:0 proti Burnley 28. února 2021 zaznamenal 100. čisté konto v Premier League. V historických tabulkách této anglické ligové soutěže se přidal mezi v součtu 16 brankářů dosáhnuvších tohoto milníku a byl devátým nejrychlejším – podařilo se mu stovky dosáhnout za 285 zápasů.

#### 2021/2022
Ve dvou po sobě jdoucích zářijových zápasech ligy s londýnskými rivaly Chelsea a Arsenalem nezabránil dvěma porážkám 0:3 a 1:3.

### Los Angeles FC
29. prosince 2023 bylo potvrzeno, že Lloris opustí po 11 letech Spurs a v lednu 2024 se připojí k americkému klubu Los Angeles FC hrající MLS.

## Reprezentační kariéra

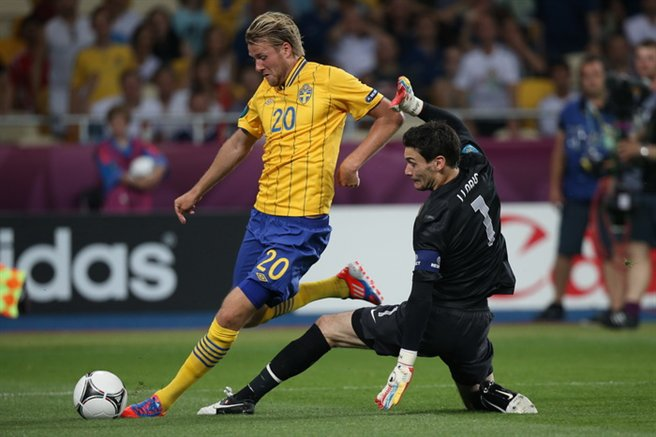
Hugo Lloris bránící Olu Toivonena v zápase Eura 2012 se Švédskem

Hugo nastupoval za francouzské reprezentační výběry v kategoriích od 16 let. Roku 2005 opanoval s výběrem hráčů do 19 let evropský turnaj v severoirském Belfastu, když ve finále pomohl zdolat 3:1 Anglii.
Za francouzský národní A-tým debutoval 19. listopadu 2008 v přátelském utkání proti hostujícímu týmu Uruguaye, kde vychytal čisté konto. Zápas skončil remízou 0:0.

### Mistrovství světa 2010
Překážkou v cestě na Mistrovství světa 2010 bylo pro Francii Irsko, proti kterému Lloris nastoupil v podzimní baráži. Skvělými zákroky uchoval venkovní výhru 1:0 a od svého předchůdce v reprezentačním brankovišti Grégoryho Coupeta se dočkal chvály a označení „fenomenálním“. Domácí odvetu, v níž se v prodloužení zrodila pro Francii postupová remíza 1:1, doprovodila kontroverze s ohledem na ruku Thierry Henryho, po níž padl vítězný gól Francouzů. Llorisova zásadní role vedla k tomu, že jej francouzská média překřtila na Saint Lloris – narážka na španělského brankáře Ikera Casillase přezdívaného Saint Iker. Trenér Raymond Domenech měl v otázce brankářské jedničky jasno a na dvojici Steve Mandanda, Cédric Carrasso (případně Nicolas Douchez) tak zůstala role náhradníků.
Jeho první zápas na světovém šampionátu v kariéře 11. června skončil udržením čistého konta proti Uruguayi, v pořadí druhý zápas turnaje skončil remízou 0:0. Ve třetím skupinovém zápase 22. června se dopustil chyby, kterou využil domácí Siphiwe Tshabalala, díky čemuž pořadatelská země Jihoafrická republika vyhrála 2:1. Stejně jako poražená Francie však do vyřazovacích bojů nepostoupila.

### Mistrovství Evropy 2012
Na EURU 2012 konaném v Polsku a na Ukrajině postoupila Francie se 4 body ze druhého místa do čtvrtfinále. V prvním utkání proti Anglii vychytal remízu 1:1. Pak Francie porazila Ukrajinu 2:0 a podlehla 0:2 Švédsku, Lloris odchytal obě utkání. Ve čtvrtfinále 23. června nestačil se svými spoluhráči na největšího favorita turnaje Španělsko, s nímž Francie prohrála 0:2.

### Mistrovství světa 2014
Trenér Didier Deschamps jej vzal na Mistrovství světa 2014 v Brazílii, dalšími brankáři v nominaci byli Mickaël Landreau a Stéphane Ruffier. Na turnaji byl brankářskou jedničkou a kapitánem týmu. Francouzi vypadli na šampionátu ve čtvrtfinále s Německem po porážce 0:1.

### Mistrovství Evropy 2016
Představil se i na domácím EURU 2016. Tam skončila Francie ve finále, kde ji porazilo Portugalsko.

### Mistrovství světa 2018

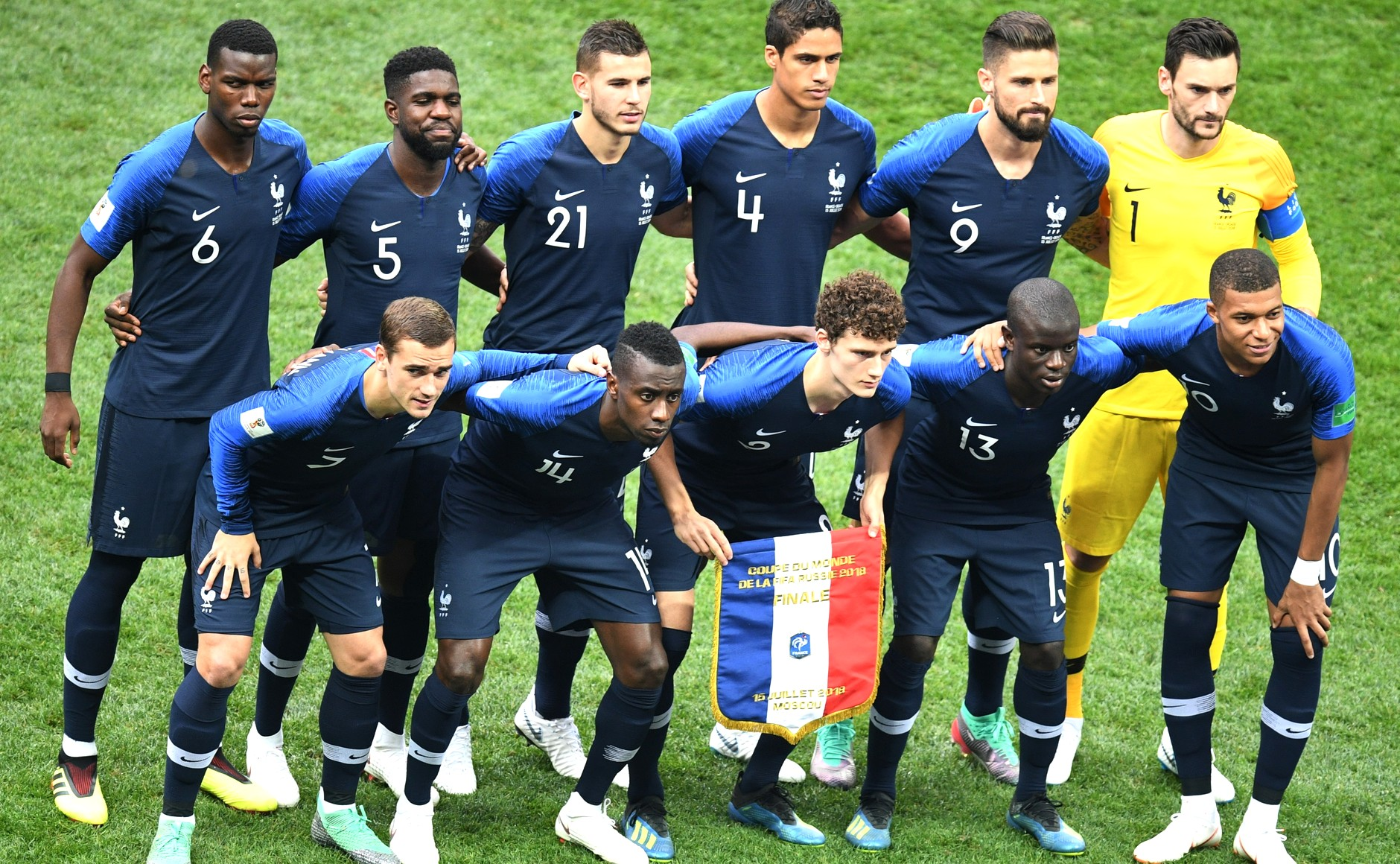
Ve finále Mistrovství světa 2018, kde Francie čelila Chorvatsku a vyhrála 4:2 (Lloris ve žlutém dresu vpravo nahoře)

Trenér Didier Deschamps jej vzal na světové mistrovství v Rusku, kde byl znovu kapitánem Francie a její brankářskou jedničkou. Po úvodním triumfu 2:1 nad Austrálií pokračovala skupina střetem s Peru, které bylo pro Llorise 100. zápasem za reprezentaci přezdívanou Les Blues. Po další výhře (tentokrát výsledkem 1:0) si Francie zajistila postup do osmifinále. Po vyřazení Argentiny se Francie popasovala se čtvrtfinálovým soupeřem v podobě Uruguaye, kterou porazila 2:0. Lloris udržel další čisté konto a předvedl vynikající zákrok proti největší šanci Jihoameričanů, jejímž autorem byl Martín Cáceres. Ve finále pomohl zdolat 4:2 reprezentaci Chorvatska navzdory svému „kiksu“, jehož gólově využil soupeřův útočník Mario Mandžukić. Francouzi vyhráli zlaté medaile a podruhé v historii vyhráli světový šampionát.

### Mistrovství Evropy 2020
Na Mistrovství Evropy 2020 odloženém o rok kvůli pandemii covidu-19, byl brankářskou jedničkou a v prvním zápase „skupiny smrti“ pomohl čistým kontem k výhře 1:0 nad Německem, které si žádné větší šance nevytvořilo. Ve druhém zápase v Budapešti jej střelou překonal Maďar Attila Fiola, ve druhém poločase ovšem Francie srovnala na konečných 1:1. Francie měla před třetím skupinovým duelem s Portugalskem už jistý postup. Lloris nastoupil a byl přítomen u remízy 2:2, během níž mohl být vyloučen po zákroku na Danila, jehož při výběhu udeřil do hlavy ve snaze odboxovat centrovaný míč. Nařízenou penaltu proměnil Cristiano Ronaldo.
V průběhu osmifinále vychytal penaltu Švýcara Ricarda Rodrígueze, přesto Švýcarsko dalo tři góly a po remíze 3:3 dospěl zápas do prodloužení, které ovšem nerozhodlo. V rozstřelu již nezachytil jedinou penaltu a soupeř tak po skóre 5:4 uspěl.

### Liga národů 2020/21
V první polovině října absolvoval závěrečné dva zápasy Ligy národů UEFA proti Belgii (semifinále) a Španělsku (finále). Proti druhé z reprezentací vyhrála Francie výsledkem 2:1 a vyhrála druhý ročník této evropské soutěže.

### Mistrovství světa 2022
V listopadu a prosinci roku 2022 se představil na Mistrovství světa, které pořádal Katar. Kontroverze kolem mistrovství se týkaly například katarské diskriminace sexuálních menšin, Lloris však před turnajem avizoval, že s duhovou páskou na podporu takových menšin pravděpodobně nastupovat nebude. Dne 22. listopadu se nadále v roli brankářské jedničky postavil Austrálii. Ačkoli obdržel gól po devíti minutách, jeho spoluhráči zápas otočili a vyhráli 4:1. Po tomto střetnutí se stal druhým fotbalistou Francie po Thierrym Henrym, který si zahrál na čtvrtém mistrovství světa. Proti Dánsku 26. listopadu opět obdržel gól, Francie ovšem svého soupeře porazila 2:1. Titul obhajující Francie měla po dvou zápasech postup zaručen a proti Tunisku (prohra 0:1) si mohla dovolit nasadit hráče z lavičky. Llorise v brankovišti nahradil Steve Mandanda.
V osmifinálovém utkání s Polskem 4. prosince pomohl k čtvrtfinálovému postupu, kam národní tým zamířil po výhře 3:1. S Polskem odchytal v pořadí 142. reprezentační utkání a dorovnal rekord Liliana Thurama. Zároveň nastoupil do 17. utkání na mistrovství světa a dorovnal rekord mezi Francouzi držený Thierrym Henrym a gólmanem Fabienem Barthezem. Thurama měl překonat v utkání s Anglií hraném 10. prosince. Britská média před střetnutím označovala Llorise za slabý článek francouzského mužstva a „Achillovu patu“. Ve čtvrtfinále čelil dvěma penaltám svého klubového spoluhráče Harryho Kanea, který však tu druhou neproměnil a nedokázal vyrovnat. Francie po výhře 2:1 zamířila do semifinále.

## Ocenění a úspěchy

### Klubové
Olympique Lyon
- 1× vítěz Coupe de France – 2011/12
- 1× vítěz Trophée des champions – 2012

Tottenham Hotspur
- 1× poražený finalista Ligy mistrů UEFA – 2018/19

### Reprezentační
Francouzská reprezentace U19
- 1× zlatá medaile na Mistrovství Evropy hráčů do 19 let – 2005

Francouzská reprezentace
- 1× zlatá medaile na Mistrovství světa – 2018
- 1× stříbrná medaile na Mistrovství Evropy – 2016
- 1× vítěz Ligy národů UEFA – 2020/21

### Individuální
- Hráč měsíce Ligue 1 podle Národního svazu profesionálních fotbalistů (Union Nationale des Footballeurs Professionels, UNFP) – září 2009[93]
- Brankář roku Ligue 1 podle UNFP (3×) – 2008/09, 2009/10, 2011/12[94]
- Tým roku Ligue 1 podle UNFP – 2008/09,[95] 2009/10,[96] 2011/12[97]
- Řád čestné legie – 2018[94]

## Osobní život
Dne 24. srpna 2018 byl londýnskou policií přistižen při řízení svého auta v opilosti. Soud mu udělil pokutu 50 tisíc liber (cca 1 437 milionu korun) a zákaz řízení na 20 měsíců.